# کریس پرت
کریستوفر مایکل پرت (انگلیسی: Christopher Michael Pratt؛ زادهٔ ۲۱ ژوئن ۱۹۷۹) بازیگر آمریکایی است. او در اواخر دههٔ ۲۰۰۰، به خاطر ایفای نقش اندی دوایر در سیت‌کام پارک‌ها و تفریحات (۲۰۱۵–۲۰۰۹) به شهرت رسید و در سال ۲۰۱۳ نامزد دریافت جایزۀ تلویزیونی به انتخاب منتقدان شد. حرفهٔ پرت با بازی در سریال درام شبکه دبلیو بی به‌نام اوروود (۲۰۰۶–۲۰۰۴) و فیلم‌های تحت تعقیب (۲۰۰۸)، بدن جنیفر (۲۰۰۹)، مانیبال (۲۰۱۱)، پنج سال نامزدی (۲۰۱۲)، سی دقیقه پس از نیمه‌شب (۲۰۱۳) و او (۲۰۱۳) پیشرفت کرد.
پرت با حضور در دو فرنچایز پرفروش جایگاه خود را به عنوان یکی از بازیگران برجستۀ هالیوود تثبیت کرد. او نقش استار-لرد را در دنیای سینمایی مارول به تصویر کشید که با نگهبانان کهکشان (۲۰۱۴) آغاز شد و با نگهبانان کهکشان بخش ۲ (۲۰۱۷)، انتقام‌جویان: جنگ ابدیت (۲۰۱۸)، انتقام‌جویان: پایان بازی (۲۰۱۹)، ثور: عشق و تندر (۲۰۲۲) و نگهبانان کهکشان بخش ۳ (۲۰۲۳) ادامه پیدا کرد. او همچنین نقش اوون گردی را در فیلم اکشن ماجراجویی دنیای ژوراسیک (۲۰۱۵) و دنباله‌های آن دنیای ژوراسیک: سقوط پادشاهی (۲۰۱۸)، دنیای ژوراسیک: قلمرو (۲۰۲۲) ایفا کرد. فیلم‌های او بیش از ۱۳ میلیارد دلار در سراسر جهان فروش داشته و او را به یکی از بازیگران پرفروش گیشه در تاریخ تبدیل کرده‌است.
دیگر نقش‌های برجستۀ پرت شامل هفت دلاور (۲۰۱۶)، مسافران (۲۰۱۶)، جنگ فردا (۲۰۲۱) و مجموعۀ تلویزیونی اکشن مهیج ترمینال لیست (۲۰۲۲) می‌شوند. در سال ۲۰۱۵، مجله تایم او را به عنوان یکی از ۱۰۰ فرد تأثیرگذار در جهان معرفی کرد.

## اوایل زندگی
کریس پرت در ۲۱ ژوئن ۱۹۷۹ در ویرجینیا، مینه‌سوتا به دنیا آمد. او جوانترین فرزند کتلین لوئیس ایندال و دنیل کلیفتون پرت است. مادرش در سوپرمارکت و پدرش در معدن کار می‌کرد. پدر وی در سال ۲۰۱۴ به دلیل بیماری ام‌اس فوت کرد. مادر او اصالتی آمریکایی-نروژی دارد. وقتی که پرت هفت ساله بود خانواده او به واشینگتن مهاجرت کردند. او در دبیرستان استیونز لیک مشغول به تحصیل شد و در دبیرستان در تورنمنت کشتی پنجم شد. او در سال ۱۹۹۷ از دبیرستان فارغ‌التحصیل شد.
پرت تحصیل در کالج منطقه‌ای را نیمه‌تمام رها کرد و مشغول بلیت فروشی در باجه سینما و نگهبانی شد. اما در نهایت بی‌خانمان شد و مدتی در کمپ بی‌خانمان‌ها در چادری نزدیک مائوئی، هاوایی زندگی می‌کرد.

### حرفه
او در ۱۹ سالگی به‌طور اتفاقی با را داون چونگ، بازیگر و کارگردان آمریکایی، آشنا شد و این آشنایی باعث ورود او به عرصه بازیگری شد. پرت برای اولین بار در سال ۲۰۰۰ در یک فیلم کوتاه ترسناک به نام قسمت نفرین‌شده ۳ به کارگردانی چونگ بازی کرد و سپس در سریال‌های اوروود (۲۰۰۶–۲۰۰۲) و او. سی (۲۰۰۷–۲۰۰۶) حضور یافت. موفقیت او با بازی در مجموعه تلویزیونی پارک‌ها و تفریحات (۲۰۱۵–۲۰۰۰) رقم خورد. در ابتدا قرار بود که او به عنوان بازیگر مهمان در مجموعه حضور پیدا کند، اما تهیه‌کنندگان که تحت‌تاثیر بازی پرت قرار گرفته‌بودند، از او خواستند که به عنوان بازیگر اصلی در سریال حضور داشته‌باشد.

## تصویر عمومی
در مارس ۲۰۱۴، پرت به پاس اجراهای برجستۀ جایزۀ سینماکان را دریافت کرد. در همان سال مجلۀ پیپل او را در رتبۀ دوم فهرست جذاب‌ترین مردان زنده قرار داد. در ژوئیه ۲۰۱۴، مجلۀ انترتینمنت ویکلی تکامل و تغییرات وزن پرت در طول دوازده سال دوران حرفه‌ای او را مورد بررسی قرار داد. پرت برای نقش خود در سریال اوروود وزن خود را به ۱۰۰ کیلوگرم، ۱۳۴ کیلوگرم برای مأمور تحویل، ۱۰۴ کیلوگرم برای سی دقیقه پس از نیمه‌شب و ۱۰۲ کلیوگرم برای فیلم نگهبانان کهکشان رساند. در ۲۱ آوریل ۲۰۱۷، پرت به دلیل مشارکت‌هایش در صنعت فیلم‌سازی ستاره‌ای در پیاده‌روی مشاهیر هالیوود واقع در قطعۀ ۶۸۳۴ بلوار هالیوود دریافت کرد.

## زندگی شخصی

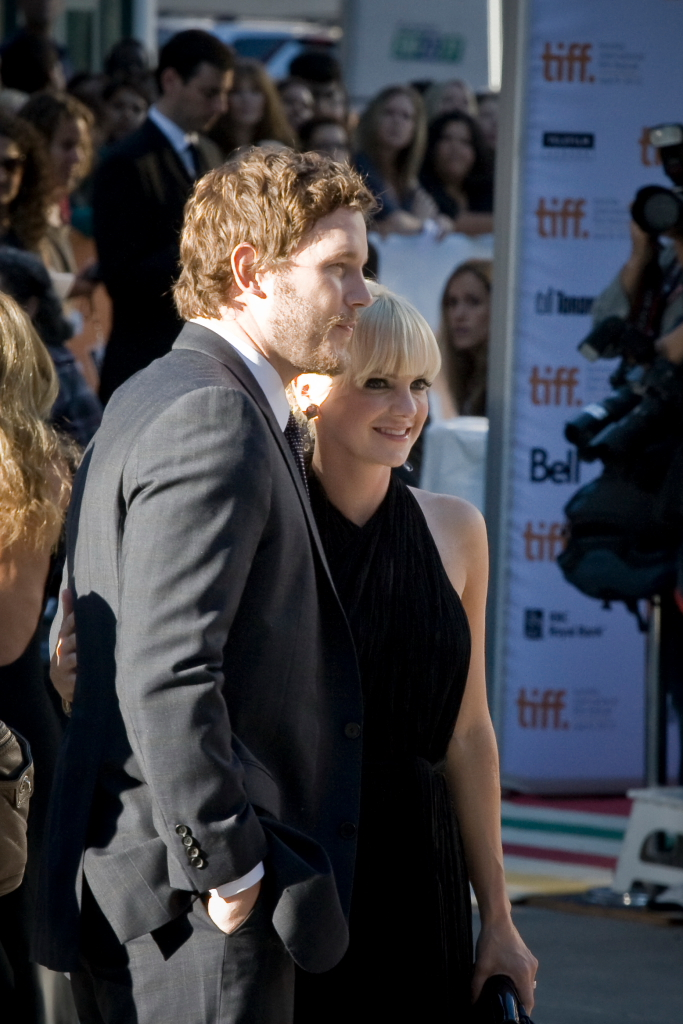
پرت و همسر سابقش آنا فاریس در جشنواره بین‌المللی فیلم تورنتو ۲۰۱۱

در سال ۲۰۰۷، پرت با آنا فاریس، همبازی خود در امشب منو ببر خونه شروع به دیدار کرد. آنها در اواخر ۲۰۰۸ نامزد شدند و در ۹ ژوئیه ۲۰۰۹ در بالی، اندونزی ازدواج کردند. آنها در هالیوود هیلز در همسایگی لس آنجلس زندگی می‌کردند. پسر آنها در سال ۲۰۱۲، نه هفته زودتر و درحالیکه ۱٫۷ کیلوگرم وزن داشت، به دنیا آمد. این زوج در سال ۲۰۱۷ از هم جدا شدند و سال بعد قانونی طلاق گرفتند.
در ژوئن ۲۰۱۸، پرت با نویسنده کاترین شوارتزنگر رابطه برقرار کرد. در ۱۳ ژانویه ۲۰۱۹ پرت اعلام کرد که او و شوارتزنگر نامزد کرده‌اند. آنها در ۸ ژوئن ۲۰۱۹ در مونتسیتو، کالیفرنیا ازدواج کردند. در سال ۲۰۲۰ آنها فرزند اولشان را به دنیا آوردند. دختر دوم آنها در مۀ ۲۰۲۲ متولد شد. پرت از طریق ازدواج با شوارتزنگر از اعضای خانواده کندی محسوب می‌شود.
پرت لوتری بزرگ شد. او بعداً برای سازمان بین‌المللی یهودیان برای عیسی کار کرد و در نهایت به مسیحیت غیرمذهبی روی آورد.
از نظر سیاسی، پرت اعلام کرده‌است که نماینده هیچ‌یک از طرفین طیف سیاسی چپ–راست نیست و تمایل خود را برای یافتن زمینه‌های مشترک ابراز کرده‌است. در سال ۲۰۱۲، او بیش از ۱٫۰۰۰ دلار به کمپین ریاست‌جمهوری باراک اوباما اهدا کرد.

## بشردوستی
در سال ۲۰۱۵، پرت و آنا فاریس ۱ میلیون دلار به یک مؤسسه خیریه که برای کودکان محروم عینک تهیه می‌کرد، اهدا کردند. این کمک از پسر آنها که دارای اختلال بینایی است، الهام گرفته شده‌بود. آنها همچنین مبلغی را به واحد مراقبت‌های ویژه نوزادان مرکز پزشکی سیدرز-ساینای لس آنجلس اهدا کردند و از سازمان مارچ او دایم با هدف پایان دادن به زایمان‌های زودرس، نقص‌های مادرزادی و مرگ‌ومیر نوزادان حمایت کردند.
در دسامبر ۲۰۱۶، پرت ۵۰۰٫۰۰۰ دلار به یک کانون نوجوانان در زادگاهش لیک استیونز اهدا کرد. کانون نوجوانان به یاد پدرش نامگذاری شد.
در فوریه ۲۰۲۱، پرت ۲۰٫۰۰۰ دلار برای مبارزه با گرسنگی در کارولینای جنوبی اهدا کرد. این کمک بخشی از برنامۀ کمکی پرت و سازمانی بود که برای جمع‌آوری ۶۵۰٫۰۰۰ کمک مالی به منظور مبارزه با ناامنی غذایی در طول دنیاگیری کووید-۱۹ در ایالات متحده آمریکا فعالیت می‌کرد و با اهدای ۱۰۰٫۰۰۰ دلار به ایجاد مؤسسه خیریه تای نیبر کمک کرد. همچنین در فوریه ۲۰۲۱، پرت به عنوان بخشی از سازمان خود ۱۰٫۰۰۰ به بانک غذا ادموندز کمک کرد و از اتاق بازرگانی ادموندز و مرکز ادموندز واترفرانت در ایالت واشینگتن حمایت کرد.

## فیلم‌شناسی

### فیلم
| سال  | عنوان                       | نقش                    | توضیحات                 |
| ---- | --------------------------- | ---------------------- | ----------------------- |
| ۲۰۰۵ | غریبه‌ها با آبنبات           |                        |                         |
| ۲۰۰۸ | وینرز                       | بابی                   |                         |
| ۲۰۰۸ | تحت تعقیب                   | بری                    |                         |
| ۲۰۰۹ | جنگ عروس‌ها                  | فلچر                   |                         |
| ۲۰۰۹ | بدن جنیفر                   | رومن                   |                         |
| ۲۰۱۱ | امشب منو ببر خونه           | کایل                   |                         |
| ۲۰۱۱ | مانیبال                     | اسکات                  |                         |
| ۲۰۱۱ | شماره‌ات چنده؟               | دونالد                 |                         |
| ۲۰۱۱ | ۱۰ سال                      | کالی                   |                         |
| ۲۰۱۲ | پنج سال نامزدی              | الکس                   |                         |
| ۲۰۱۲ | سی دقیقه پس از نیمه‌شب       | جاستین                 |                         |
| ۲۰۱۳ | فیلم ۴۳                     | دگ                     |                         |
| ۲۰۱۳ | مأمور تحویل                 | برت                    |                         |
| ۲۰۱۳ | او                          | پاول                   |                         |
| ۲۰۱۴ | فیلم لگو                    | امت                    | صداپیشه                 |
| ۲۰۱۴ | نگهبانان کهکشان             | پیتر کوییل / استار-لرد |                         |
| ۲۰۱۵ | دنیای ژوراسیک               | اوون گردی              |                         |
| ۲۰۱۶ | هفت دلاور                   | جاشوا فارادی           |                         |
| ۲۰۱۶ | مسافران                     | جیم پرستون             |                         |
| ۲۰۱۷ | نگهبانان کهکشان بخش ۲       | پیتر کوییل / استار-لرد |                         |
| ۲۰۱۸ | انتقام‌جویان: جنگ ابدیت      | پیتر کوییل / استار-لرد |                         |
| ۲۰۱۸ | دنیای ژوراسیک: سقوط پادشاهی | اوون گردی              |                         |
| ۲۰۱۹ | فیلم لگو ۲: بخش دوم         | امت                    | صداپیشه                 |
| ۲۰۱۹ | بچه                         | گرانت کاتلر            |                         |
| ۲۰۱۹ | انتقام‌جویان: پایان بازی     | پیتر کوییل / استار-لرد |                         |
| ۲۰۲۰ | به پیش                      | بارلی لایت‌فوت          | صداپیشه                 |
| ۲۰۲۱ | جنگ فردا                    | دن فورستر              | همچنین تهیه‌کننده اجرایی |
| ۲۰۲۲ | دنیای ژوراسیک: قلمرو        | اوون گردی              |                         |
| ۲۰۲۲ | ثور: عشق و تندر             | پیتر کوییل / استار-لرد |                         |
| ۲۰۲۳ | فیلم برادران سوپر ماریو     | ماریو                  | صداپیشه                 |
| ۲۰۲۳ | نگهبانان کهکشان بخش ۳       | پیتر کوییل / استار-لرد | پس‌تولید                 |
| ۲۰۲۴ | فیلم گارفیلد                | گارفیلد (صدا)          |                         |
| ۲۰۲۴ | الکتریک استیت               | کیتس                   | فیلم‌برداری              |

| به آثاری اشاره دارد که در حال حاضر منتشر نشده‌اند | به آثاری اشاره دارد که در حال حاضر منتشر نشده‌اند |

### تلویزیون
| سال             | عنوان                | نقش        | توضیحات                           |
| --------------- | -------------------- | ---------- | --------------------------------- |
| ۲۰۰۶–۲۰۰۲       | اوروود               | برایت      | نقش اصلی                          |
| ۲۰۰۷–۲۰۰۶       | او. سی               | وینچستر    | نقش تکرارشونده، ۹ قسمت            |
| ۲۰۱۵–۲۰۰۹، ۲۰۲۰ | پارک‌ها و تفریحات     | اندی دوایر | نقش اصلی                          |
| ۲۰۱۱، ۲۰۱۰      | بن ۱۰: ازدحام بیگانه | کوپر       | صداپیشه، ۲ قسمت                   |
| ۲۰۱۴            | پخش زنده شنبه شب     | خودش       | قسمت: " کریس پرت / آریانا گرانده" |
| ۲۰۱۷            | مام                  | نیک        |                                   |
| ۲۰۲۲            | ترمینال لیست         | جیمز ریس   |                                   |

### بازی‌های ویدئویی
| سال  | عنوان                               | نقش           | توضیحات |
| ---- | ----------------------------------- | ------------- | ------- |
| ۲۰۱۰ | بن ۱۰ ازدحام بیگانگان: تخریب کیهانی | کوپر دنیلز    |         |
| ۲۰۱۲ | کینکت جنگ ستارگان                   | اوبی‌وان کنوبی |         |
| ۲۰۱۵ | لگو جهان ژوراسیک                    | اوون گردی     |         |

## جوایز و نامزدی‌ها
| سال  | کار                         | جایزۀ                                    | دسته‌بندی                              | نتیجه    |
| ---- | --------------------------- | ---------------------------------------- | ------------------------------------- | -------- |
| ۲۰۰۴ | اوروود                      | برگزیده نوجوانان                         | یار تلویزیون                          | نامزدشده |
| ۲۰۰۵ | اوروود                      | برگزیده نوجوانان                         | یار تلویزیون                          | نامزدشده |
| ۲۰۱۲ | سی دقیقه پس از نیمه‌شب       | انجمن منتقدان فیلم منطقه واشینگتن دی.سی. | بهترین گروه بازیگران                  | نامزدشده |
| ۲۰۱۳ | پارک‌ها و تفریحات            | گزینش منتقدان تلویزیون                   | بهترین بازیگر مکمل مرد در مجموعۀ کمدی | نامزدشده |
| ۲۰۱۴ | خودش                        | سینماکان                                 | بازیگر موفق سال                       | پیروز    |
| ۲۰۱۴ | نگهبانان کهکشان             | هنرمند جوان                              | ابرقهرمان برتر                        | نامزدشده |
| ۲۰۱۴ | نگهبانان کهکشان             | جامعه منتقدان فیلم دیترویت               | بهترین گروه بازیگران                  | پیروز    |
| ۲۰۱۴ | نگهبانان کهکشان             | جامعه منتقدان فیلم دیترویت               | بهترین بازیگر                         | نامزدشده |
| ۲۰۱۵ | نگهبانان کهکشان             | گزینش منتقدان فیلم                       | بهترین بازیگر مرد فیلم‌ اکشن           | نامزدشده |
| ۲۰۱۵ | نگهبانان کهکشان             | ام‌تی‌وی                                   | بهترین بازیگر مرد                     | نامزدشده |
| ۲۰۱۵ | نگهبانان کهکشان             | ام‌تی‌وی                                   | بهترین لحظۀ موزیکال                   | نامزدشده |
| ۲۰۱۵ | نگهبانان کهکشان             | ام‌تی‌وی                                   | بهترین اجرای کمدی                     | نامزدشده |
| ۲۰۱۵ | نگهبانان کهکشان             | ام‌تی‌وی                                   | بهترین قهرمان                         | نامزدشده |
| ۲۰۱۵ | نگهبانان کهکشان             | ساترن                                    | بهترین بازیگر مرد                     | پیروز    |
| ۲۰۱۵ | دنیای ژوراسیک               | برگزیده نوجوانان                         | بازیگر مرد فیلم تابستانی              | نامزدشده |
| ۲۰۱۶ | دنیای ژوراسیک               | برگزیده مردم                             | بازیگر مرد موردعلاقه در فیلم          | نامزدشده |
| ۲۰۱۶ | دنیای ژوراسیک               | برگزیده مردم                             | بازیگر مرد موردعلاقه در فیلم اکشن     | نامزدشده |
| ۲۰۱۶ | دنیای ژوراسیک               | گزینش منتقدان فیلم                       | بهترین بازیگر مرد فیلم اکشن           | نامزدشده |
| ۲۰۱۶ | دنیای ژوراسیک               | برگزیده کودکان                           | بازیگر مرد موردعلاقه در فیلم          | نامزدشده |
| ۲۰۱۶ | دنیای ژوراسیک               | ام‌تی‌وی                                   | بهترین بازیگر مرد                     | نامزدشده |
| ۲۰۱۶ | دنیای ژوراسیک               | ام‌تی‌وی                                   | بهترین بازیگر مرد اکشن                | پیروز    |
| ۲۰۱۶ | هفت دلاور                   | برگزیده نوجوانان                         | بازیگر پیشگام در فیلم                 | نامزدشده |
| ۲۰۱۷ | مسافران                     | ساترن                                    | بهترین بازیگر مرد                     | نامزدشده |
| ۲۰۱۷ | نگهبانان کهکشان ۲           | برگزیده نوجوانان                         | بازیگر مرد در فیلم‌ علمی-تخیلی         | پیروز    |
| ۲۰۱۸ | خودش                        | ام‌تی‌وی                                   | جایزه نسل ام‌تی‌وی                      | پیروز    |
| ۲۰۱۸ | دنیای ژوراسیک :سقوط پادشاهی | برگزیده نوجوانان                         | بازیگر مرد فیلم تابستانی              | پیروز    |
| ۲۰۱۸ | دنیای ژوراسیک :سقوط پادشاهی | برگزیده مردم                             | بازیگر مرد فیلم                       | نامزدشده |
| ۲۰۱۸ | دنیای ژوراسیک :سقوط پادشاهی | برگزیده مردم                             | بازیگر مرد فیلم اکشن                  | نامزدشده |
| ۲۰۱۹ | فیلم لگو ۲: بخش دوم         | برگزیده مردم                             | بازیگر مرد فیلم پویانمایی             | نامزدشده |
| ۲۰۲۱ | به پیش                      | جایزه برتر گزینش منتقدان                 | بهترین صداپیشه مرد فیلم پویانمایی     | نامزدشده |